# Siamosaurus
Siamosaurus är ett släkte theropoda dinosaurier från tidig krita i Thailand. Djuret klassificeras under spinosauriderna och dess storlek är okänd, men kan ha gått upp till ungefär 9 meter i längd. Typarten och den enda arten, Siamosaurus suteethorni, beskrevs vetenskapligt av Buffetaut och Ingavat 1986. Mycket litet är känt om den här krittida dinosaurien, men baserat på dess tänder och jämförelser med andra spinosaurider, bland annat Spinosaurus, är det troligt att den livnärde sig på fisk.  

## Habitat

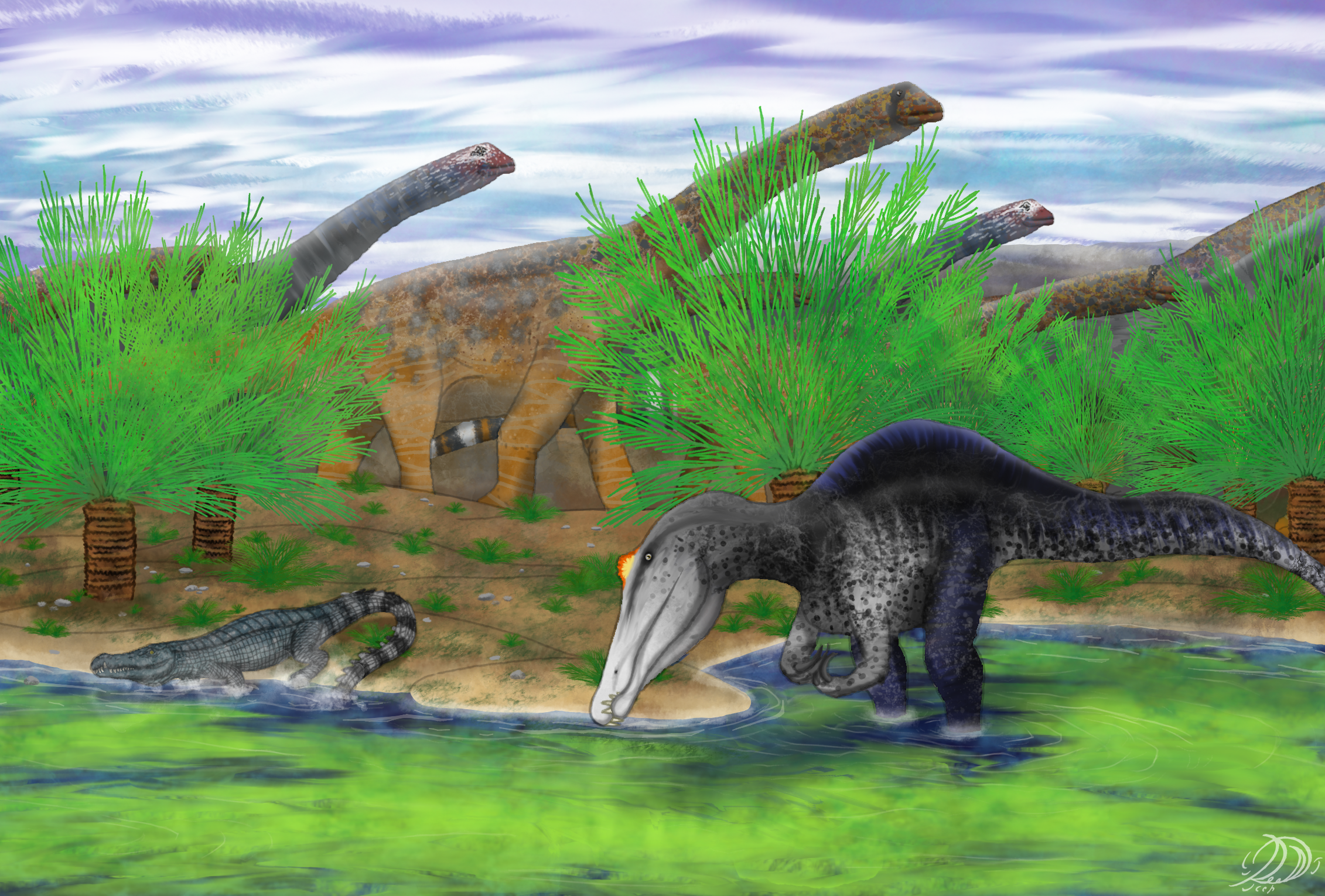
Siamosaurus och sauropoder av släktet Phuwiangosaurus i sin naturliga miljö.

2010 gjordes en studie av Romain Amiot som studerade mängder av syreisotoper i ben från spinosaurider. De mängder som upptäcktes i tänder från Baryonyx, Irritator, Siamosaurus och Spinosaurus jämfördes med mängderna hos utdöda och moderna theropoder (fåglar), krokodiler och sköldpaddor och man kunde dra slutsatsen att djuren spenderade mycket tid i vatten. Siamosaurus hade den största skillnaden jämfört med andra theropoder. Det är troligt att liv i vattenmiljöer och en fiskdiet är vad som gjorde det möjligt för stora spinosaurider att samexistera med andra stora theropoder utan att rubba ekologin.